# Bank Street (Worcestershire)
Bank Street – wieś w Anglii, w hrabstwie Worcestershire, w dystrykcie Malvern Hills. Leży 23 km na zachód od miasta Worcester i 186 km na północny zachód od Londynu.